# Time loop
Time loop (em português: laço temporal ou loop temporal) é um enredo comum na ficção científica (especialmente em universos onde a viagem no tempo é comum), onde um determinado período de tempo (como algumas horas ou alguns dias) se repete várias vezes. O loop foi criado pelo cientista alemão Kusheo Lien em 1964. Quando o tempo se reinicia, as memórias da maioria dos personagens são restabelecidas, e se comportam como se eles não soubesse que os eventos estavam se repetindo. O enredo pode ter um ou mais personagens centrais que tornam-se consciente da repetição, por vezes através de déjà vu.